# Башкортостан (поезд)
«Башкортостан» — скорый фирменный пассажирский поезд (№ 039/040) Российских железных дорог, курсировавший через день, отправлением из Уфы по чётным, из Москвы по нечётным числам месяца по маршруту Уфа — Москва — Уфа. Время в пути составляет 26 часов. Отменен с 2017 года.
Учреждён осенью 1965 года под названием «Башкирия». В 1993 году поезд был переименован в «Башкортостан». Первоначально маршрут проходил через Ульяновск, с 1995 года — через Самару, тем самым весь маршрут поезда стал электрифицирован, что повысило среднюю скорость.

## Расписание движения (ноябрь 2017)
| Станция             | Время в пути |
| ------------------- | ------------ |
| Москва Казанская    | —            |
| Рязань 1            | 3ч 10м       |
| Шилово              | 4ч 56м       |
| Рузаевка            | 9ч 26м       |
| Инза                | 11ч 25м      |
| Сызрань-1           | 14ч 14м      |
| Звезда (техстоянка) | 15ч 30м      |
| Самара              | 16ч 33м      |
| Кинель              | 17ч 57м      |
| Новоотрадная        | 18ч 38м      |
| Похвистнево         | 19ч 29м      |
| Бугуруслан          | 19ч 50м      |
| Абдулино            | 21ч 13м      |
| Приютово            | 21ч 57м      |
| Аксаково            | 22ч 19м      |
| Раевка              | 23ч 37м      |
| Чишмы 1             | 24ч 35м      |
| Уфа                 | 25ч 35м      |

## Вагоны
В составе поезда 4 типа вагонов:
- СВ (люкс) — только в летний период;
- купейные;
- купейные повышенной комфортности (с дополнительными услугами) — только в летний период;
- плацкартные.

Купейные вагоны заменены на современные Тверского вагоностроительного завода, оформлены в едином стиле согласно унифицированному дизайн-проекту ОАО «РЖД»; оснащены холодильниками, микроволновыми печами, электронными табло с информацией для пассажиров. В них есть биотуалеты, открытые круглосуточно и на всех участках пути. Компьютерное управление кондиционерами и отоплением, установленное в вагонах, автоматически поддерживает оптимальную температуру независимо от сезона. Штабной вагон имеет отдельное купе для инвалидов.

## Награды
- Первое место в номинации «Лучший фирменный стиль в форменной специальной одежде»[3] Департамента пассажирских перевозок ОАО «РЖД» в рамках прошедшего в 2004 году в Екатеринбурге общероссийского конкурса на лучшее обслуживание пассажиров.[4]